# Hörlbach
Hörlbach ist ein Gemeindeteil der Stadt Ellingen im Landkreis Weißenburg-Gunzenhausen (Mittelfranken, Bayern). Hörlbach liegt in der Gemarkung Massenbach. Die Sandflächen bei Hörlbach sind im Rahmen der Sandachse Franken als bedeutender Lebensraum geschützt.

## Lage
Das Kirchdorf liegt in einer sanften Talmulde, eingebettet zwischen Wiesen und Wäldern, ca. 2,5 km von Ellingen entfernt. Weitere größere Orte in der Umgebung sind Weißenburg und Pleinfeld.

## Geschichte
Außerhalb von Hörlbach, ca. 350 m südöstlich des Ortszentrums, steht die evangelische Filialkirche St. Oswald. Sie wurde am 9. Juni 1255 erstmals urkundlich erwähnt und wurde 1537 protestantisch. Von 1538 bis 1929 gehörte Hörlbach kirchlich zu Höttingen, von 1929 bis 1942 zu Weißenburg. Seit 1942 ist Hörlbach Tochterkirche der Kirchengemeinde Ellingen.
Vor der Gebietsreform bildete Hörlbach mit dem benachbarten Massenbach die Gemeinde Massenbach, am 1. Juli 1971 wurde diese in die Stadt Ellingen eingegliedert.

## Baudenkmäler
Die Kirche mit Friedhof und Friedhofsmauer steht unter Denkmalschutz. Im Ort gibt es zehn weitere Einzelbaudenkmäler, die unter Denkmalschutz stehen.

## Persönlichkeiten
- Eitel Klein (* 27. April 1906; † 12. November 1990 in Nürnberg), Maler und Grafiker (geboren in Hörlbach)